# بي. أي. كي. أبواغي
بي. أي. كي. أبواغي (بالإنجليزية: P. A. K. Aboagye) (5 يناير 1925 - 19 يونيو 2001)؛ شاعر، كاتب وروائي غاني.